# Hunebed bij Raklev op Refsnæs
Hunebed bij Raklev op Refsnæs (Deens: En gravhøj fra oldtiden ved Raklev på Refsnæs) is een schilderij van de Deense kunstschilder Johan Thomas Lundbye uit 1839, olieverf op linnen, 66,7 × 88,9 centimeter groot. Het toont het hunebed te Raklev, op het eiland Seeland, in een weids kustlandschap. Het werk bevindt zich in de collectie van het Thorvaldsens Museum te Kopenhagen.

## Afbeelding
Lundbye schilderde veel landschapspanorama's, vooral op Seeland, waar hij opgroeide en waar ook zijn grootouders woonden. Ook Hunebed bij Raklev op Refsnæs is in zekere zin een panorama, ware het niet dat de aandacht sterk wordt opgeslokt door het hunebed links op de voorgrond, die de linkerhelft vrijwel geheel in beslag neemt en contrasteert met het kustlandschap op de andere helft. De toevoeging van dit repoussoir-effect geeft het werk extra diepte en een zekere monumentaliteit.

## Invloeden
Toen Lundbye het werk maakte werd hij in eerste instantie geïnspireerd door een pentekening in sepia van Caspar David Friedrich, een studie voor zijn Grafheuvel in de sneeuw, waarop op vergelijkbare wijze een grafheuvel in silhouet is afgebeeld. Deze tekening was indertijd net in het bezit gekomen van de Deense kroonprins en Lundbye moet die hebben gekend. Compositorisch heeft hij zich echter vooral laten beïnvloeden door de zeventiende-eeuwse Hollandse landschapsschilders, meer in het bijzonder Jan van Goyen, wiens Landschap met twee eiken (1641) hij kende van een gravure die zich bevond in het het Statens Museum for Kunst. Ook Rembrandts ets de drie bomen en Jacob van Mosschers Heuvelachtig landschap waren hem bekend en kennen eenzelfde beeldopbouw.

## Duiding
Lundbye stond sterk onder invloed van de nationalistisch-romantische kunstvisie van criticus en kunsthistoricus Niels Laurits Høyen, die het karakteristieke van het Deense landschap onderzocht. Conform diens theorieën is Hunebed bij Raklev op Refsnæs stil, weids en winderig. Door de bomen van zijn Hollandse voorgangers te vervangen door het prehistorisch graf, voegde hij aan het motief een historische dimensie en een nationalistische symboliek toe, waarmee hij verwees naar de oudste Deense geschiedenis.

## Galerij

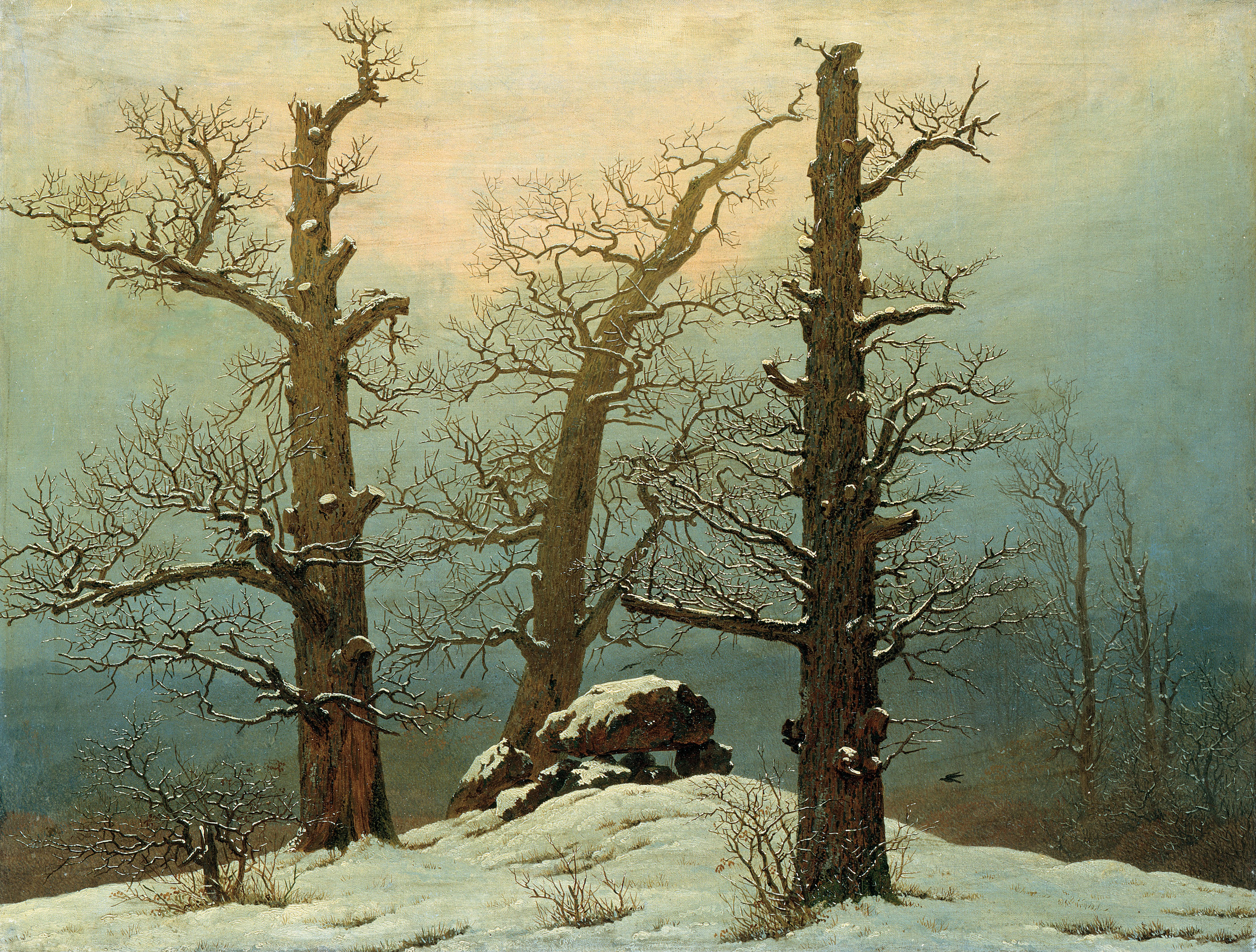
Hunebed in de sneeuw, door Friedrich
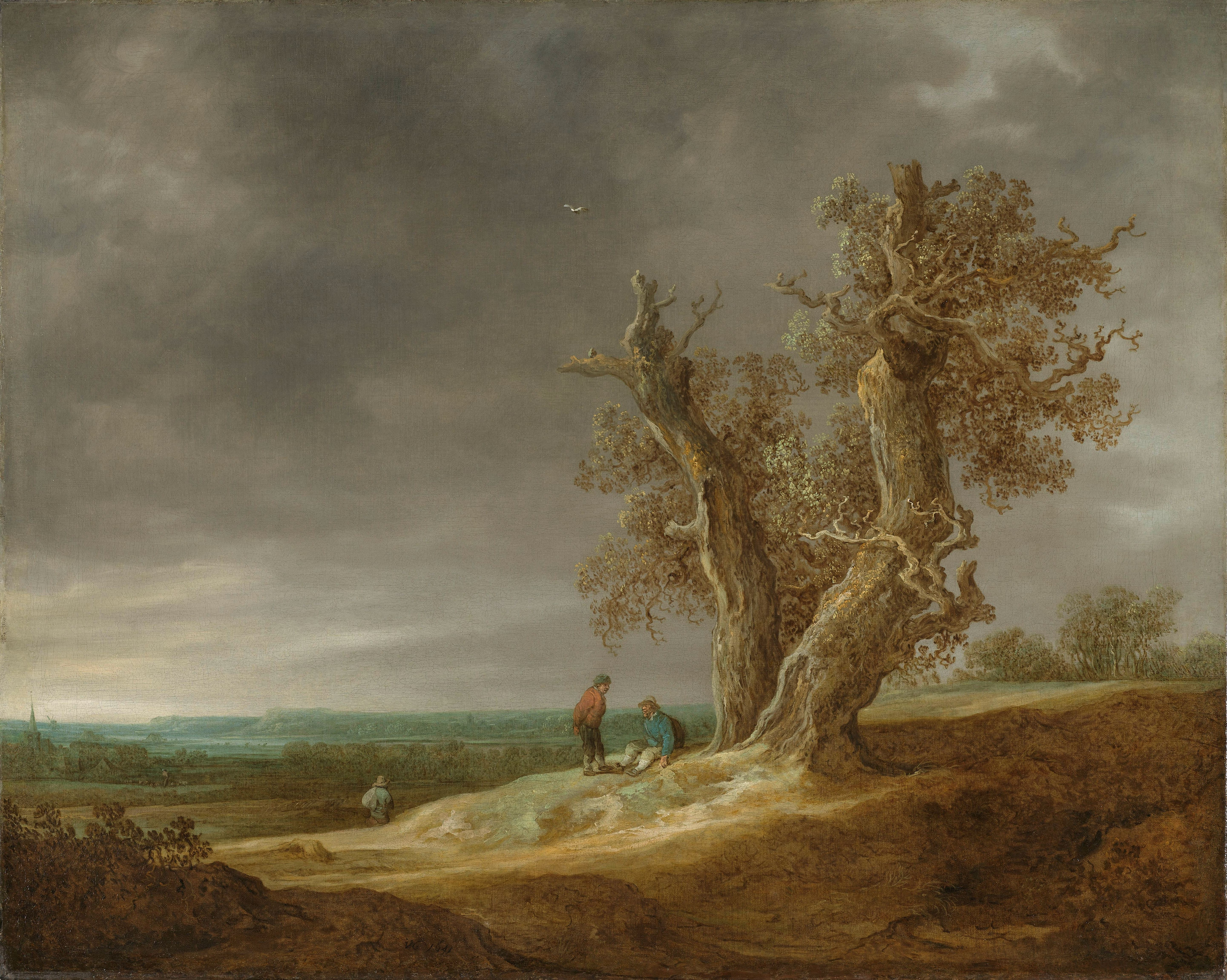
Jan van Goyens Landschap met twee eiken
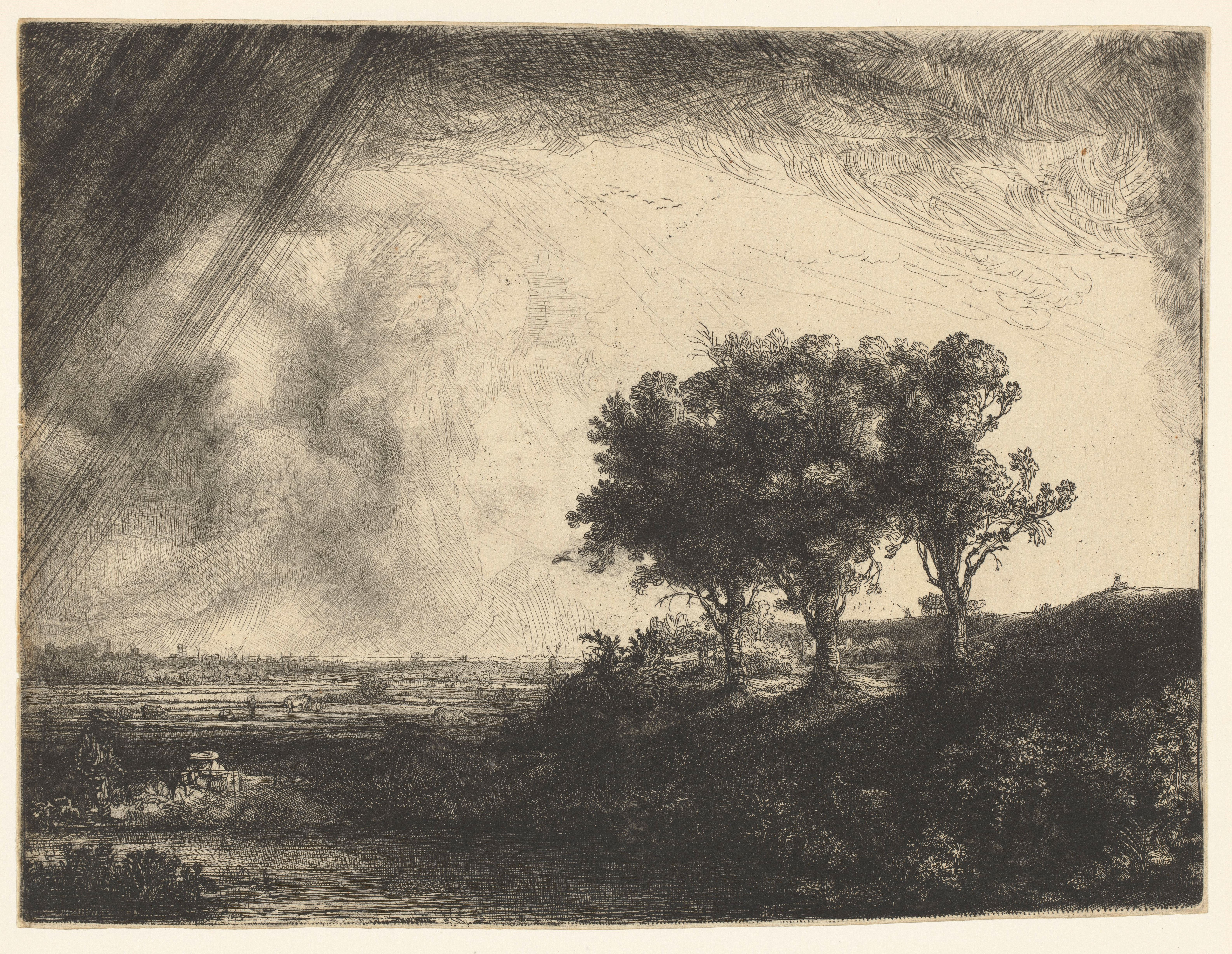
Drie bomen, ets door Rembrandt